# Pratica performativa
Uno degli aspetti artistici di maggior impatto che ha caratterizzato il XX secolo è stato ciò che con termine preciso si definisce "Pratica performativa". Tale definizione può racchiudere in sé svariati  procedimenti la cui base è generalmente il coinvolgimento del corpo dell'autore, dello spettatore o di entrambe le parti: un effetto della distruzione del quadro nello spazio e nel tempo, caratteristica di tutto il Novecento.

## Premesse storiche e culturali
Si potrebbe far risalire la definizione di Pratica performativa al Grande vetro di Marcel Duchamp e ai suoi ready made, ma ancor più indietro alle Demoiselles d'Avignon di Pablo Picasso che trasformando chi guarda in un cliente, inglobano virtualmente lo spettatore. Dalla stessa linea portante hanno preso corpo lo sviluppo dell'arte ambientale e quello dell'installazione, nonché quell'attenzione al processo, all'arte vista nel suo farsi più che nel suo risultato finito, che è stata una delle sue costanti soprattutto nel secondo dopoguerra. La storiografia ha distinto in modo piuttosto netto le manifestazioni di questo genere: happening, Fluxus, performance art, body art, arte relazione; i confini di tali definizioni sono però sufficientemente sfumati da consentire una rilettura del fenomeno dividendolo in due ceppi principali, a partire de differenze di metodo. In primo luogo, da una matrice romantica che accentua il ruolo dell'interiorità dell'artista nascono quadri, sculture o azioni fatti d'impulso, una premessa di questo può essere individuata in pratiche surrealiste come lo sgocciolamento di Max Ernst e André Masson, precedentemente diretto dal dripping di Jackson Pollock e di tutta l'action painting. Questa via si contamina con un'altra, la manipolazione del proprio corpo che vediamo negli autoritratti fotografici di autori come Marcel Duchamp, Claude Cahun, Salvador Dalí. L'esposizione di sé segue intenti diversi, ora tesi a sottolineare il narcisismo dell'autore, ora diretti a ridefinire i confini dell'identità personale e il suo possibile disperdersi; talvolta meno direttamente esistenziali e riguardanti il ruolo dell'individuo nell'epoca della massa. Dal ceppo delle serate futuriste e dadaiste nasce invece l'assunzione in quanto opera di manifestazioni di gruppo rivolte a stupire i borghesi e a creare un processo in cui il singolo autore stimola la partecipazione collettiva  e consente che la propria opera abbia margini indefiniti, su cui è appunto il pubblico a decidere.

### Dal quadro gestuale alle prime azioni
Un famoso film di Hans Namuth mostra Jackson Pollock mentre dipinge in un inconscio di cui l'artista era ben consapevole: per anni aveva seguito una terapia analitica junghiana che, come noto, pone l'accento sull'impulso creativo come mezzo per superare le nevrosi. Pollock rivoluziona totalmente il gesto pittorico, posiziona il supporto sul pavimento, concepisce lo spazio figurativo come un all over, senza centro o gerarchie interne. Accettando la diffusione delle immagini del suo atelier palesa quanto all'artista fosse chiara la novità del suo metodo. La nuova pittura ha quindi rotto qualsiasi distinzione tra arte e vita, il pittore è diventato quindi un attore, e lo spettatore deve pensare e se stesso usando il vocabolo dell'azione. Da qui, ovvero dal gesto che prende sempre maggior importanza, si arriva all'atteggiamento più scanzonato di Piero Manzoni nel cui lavoro l'io si espande in modo così parossistico da diventare volutamente grottesco, le sue stesse impronte digitali, impresse su uova, passano al pubblico che, nella performance "Mangiare L'arte", era invitato a cibarsene. Critica all'idea, che nell'arte l'artista debba "esprimere sé stesso", Manzoni inscatola e vende le sue feci: doppio gioco che da un lato irride ma dall'altro afferma il valore del corpo.

### L'Aktionismus viennese
Tra malattia mentale e rito si collocano le attività dell'Aktionismus viennese, debitore della temperie inquieta  e decadente della Mitteleuropa. Lontani dalle burle di Manzoni gli azionisti dimostrano se stessi nelle condizioni più estreme. Hermann Nitsch si è fatto crocifiggere e ricoprire di sangue nella "First Action"(1962, Vienna); più tardi, ha scuoiato e dissanguato agnelli in una sorta di chiesa-teatro dedicata a riti orgiastici situata nell'antico costello di Schloss Prinzedorf. Il tutto per dimostrare quanto vicini siano la colpa e la possibile redenzione morale, recuperando anche se in chiave brutale una matrice del cristianesimo primitivo

### Il contributo di Joseph Beuys
L'unico performer che è riuscito a generare un rapporto empatico con il pubblico è stato il tedesco Joseph Beuys, il cui lavoro peraltro sfugge a qualsiasi catalogazione precisa: la sua pratica non a caso è stata assorbita anche da Fluxus e dal settore degli happening inteso in senso lato e decisamente personale. Meno crudo nelle immagini generate rispetto agli austriaci, ma mosso da una simile volontà di sottolineare l'aspetto rituale e addirittura sciamanico delle azioni artistiche, ha comunque rappresentato il massimo punto di riferimento per l'ambito performativo in area tedesca e probabilmente europea. L'artista ha trasformato la sua vita in un messaggio salvifico di ricchi spunti cristologici.